# Oriental Island
Oriental Island ist eine etwa 160 m lange Insel im Archipel der Heard und McDonaldinseln im südlichen Indischen Ozean. Sie liegt in der Cave Bay der Insel Heard.
Namensgeber ist das US-amerikanische Handelsschiff Oriental unter Kapitän John Heard (1809–1862), der am 25. November 1853 von Bord des Schiffs Heard entdeckte.